# Schellingwoude
Durgerdam è una località dei Paesi Bassi situata nella provincia dell'Olanda Settentrionale. Fa parte della municipalità di Amsterdam ed è situata nello stadsdeel Amsterdam-Noord.
È situata a est della città di Amsterdam. Il nome pare possa derivare da un bosco esistente nell'area e distrutto durante l'inondazione di Santa Elisabetta del 1421.
Schellingwoude è stata un comune autonomo dal 1817 al 1857, quando fu assorbita dal comune di Ransdorp. Al 1º gennaio 1921 fa parte dal comune di Amsterdam, assieme al comune di Buiksloot e di Nieuwendam.